# Ave Regina
L’Ave Regina est l'une des quatre antiennes mariales. Officiellement elle est réservée à la fin de l'office de complies, à partir de la Purification (2 février) jusqu'aux complies du Mercredi Saint. Cependant, on chante cette antienne, durant cette période, plus généralement en tant que conclusion des célébrations telle la messe.

## Le texte de la prière
| latin | français |
| --- | --- |
| Ave Regina cælorum Ave Domina angelorum, Salve radix, salve porta, Ex qua mundo lux est orta : Gaude, Virgo gloriosa, Super omnes speciosa : Vale, o valde decora, Et pro nobis Christum exora. | Salut, Reine des cieux, salut, Reine des anges, salut, tige féconde, salut, porte du ciel ! Par toi la lumière s'est levée sur le monde. Réjouis-toi, Vierge glorieuse, belle entre toutes les femmes ! Salut, splendeur radieuse : implore le Christ pour nous. |

N. B. : il y a deux orthographes, depuis le latin classique, pour le mot cieux, en génitif pluriel cælorum  et cœlorum  à la suite d'une confusion ou hésitation. La littérature classique respectait en général l'usage de cælorum.

## Corpus antiphonalium officii
Manuscrit ancien retrouvé, il s'agit, à l'origine, d'une antienne grégorienne authentique . Aussi Dom René-Jean Hesbert classifia-t-il, dans le Corpus antiphonalium officii (CAO), celle-ci comme CAO1542.

## Caractéristique de texte
En comparaison d'autres antiennes mariales, celle-ci se caractérise par sa simple composition. Sa louange est plus modeste et moins littéraire. Il s'agit d'une prière chantée, qui est adaptée à l'usage de la période du Carême. Si simple, c'est cependant une acclamation intense vers la Vierge Marie.

## Historique

### Origine

#### Texte
Si l'on peut supposer l'origine du texte dans l'Acathiste d'après leurs vocabulaires, il est difficile de confirmer cette hypothèse avec les manuscrits. En effet, l’Ave Regina apparut plusieurs siècles plus tard. Tout comme la plupart des compositions au Moyen Âge dont les auteurs voulaient rester anonymes, celui qui écrivit le texte demeure inconnu.

#### Mélodie
En ce concerne la partition, la mélodie se trouve dans un manuscrit français daté du XIIe siècle, qui contient plusieurs antiennes mariales en faveur de l'Assomption de Marie (Assumptio S. Mariæ, folio 174v). Il est à noter que celle-ci suit, dans le folio, l’Alma Redemptoris Mater, qui était réservée à l'office de sexte (AD VI). Quant à l’Ave Regina cælorum, elle était en usage à none (AD VIIIJ). Cela était, sans doute, la première pratique de ce chant :
- Bibliothèque nationale de France, manuscrit latin 12044, folio 177v (entre 1100 et 1115) issu de l'abbaye de Saint-Maur-de-Fossés[3] [manuscrit en ligne]

Il existait, dans les archives sur le continent européen, un autre texte, avec le même incipit, Ave Regina angelorum mater regis angelorum. Cette version employée d'une mélodie différente, qui disparut plus tard, était toutefois réservée à la conclusion de l'office de complies. Son manuscrit le plus ancien est celui d'une trope :
- Bibliothèque nationale de France, manuscrit latin 903, folio 162r, addition en bas et en neume aquitaine (à la fin du XIIe siècle ou au début du XIIIe siècle[4]) [manuscrit en ligne][5]

Un autre exemple d’Ave Regina cælorum se trouve dans le tonaire de Jacques Twinger de Koenigshoffen (folio 233r), écrit dans la seconde moitié du XIVe siècle, en tant qu'exemple du sixième mode. Sa mélodie, utilisée à l'église Saint-Thomas de Strasbourg, était celle de la version actuelle et celle que Königshofen avait sélectionnée parmi celles qui étaient classées comme tropes récentes, à savoir tardivement composées. Il s'agit d'un témoignage que la composition n'était pas dans le fonds du chant grégorien le plus ancien.
En résumé, l'antienne qui était composée au XIe siècle ou au début du XIIe siècle connaissait assez de variantes, c'est-à-dire sans uniformité, au contraire du répertoire du chant grégorien le plus ancien.
L'usage aussi variait. Ainsi, le manuscrit de Karlsruhe BL60 (fin du XIIe siècle) était réservé à la fête de l'Immaculée Conception. À la suite de l'intégration des deux Ave Regina, l'usage principal se consacrait pour l'office de complies.

### Motet de Marchettus de Padoue

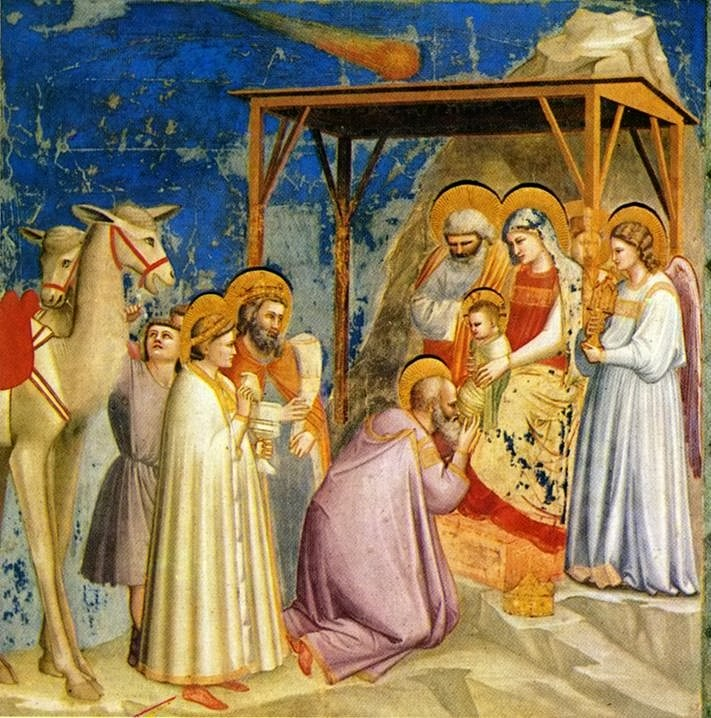
Une des fresques de Giotto dans la chapelle de Padoue.

L'antienne connaît aujourd'hui un manuscrit particulièrement important, qui fut copié en 1325 en Italie. Ce manuscrit Canon Class Latin 112 auprès de la bibliothèque Bodléienne contient un motet à trois voix, qui chantent respectivement Ave Regina, Mater innocencie et Ite missa est, ce qui suggère que celui-ci était chanté à la fin d'une messe dédiée à la Sainte Vierge. D'ailleurs, on trouve dans ce motet un acrostiche marcum paduanum, qui permet d'identifier l'auteur et de l'affecter à Marchettus de Padoue. Œuvre sans doute composée vers 1305, quelques chercheurs supposent son motif pour la consécration de la chapelle des Scrovegni de Padoue tenue en 1307, lequel reste encore une hypothèse, faute de document officiel. Parmi eux, Eleonora Beck avança en 1999 son avis, qui exprimait un lien de cette antienne et le cycle des fresques de Giotto di Bondone, ce qui illustre cette chapelle. Enfin, la notation du manuscrit est celle d'Italie, évoluée avec cinq lignes, qui indique que cette élaboration avait apparu plus tôt que l'on considérait auparavant.

### Au Moyen Âge
Pratique des antiennes mariales évoluée, les cinq grandes antiennes, y compris Ave Maria, et qui sont consacrées à Sainte Marie, devinrent de plus en plus habituelles dans le livre des Heures supplémentaire Officium Parvum Beatæ Mariæ Virginis. En 1249 à Metz, le chapitre général des Franciscains adopta leur décret, qui fixait les quatre pour la liturgie des Heures,. Cette décision aurait été suivie de l'officialisation par le pape Clément VI en faveur du rite romain en 1350, mais ce qui reste encore hypothétique.
Pareillement, quelques musiciens commencèrent à composer ce texte en polyphonie. Le manuscrit Old Hall, copié vers 1420, contient les œuvres à trois voix de Leonel Power et de John Cooke. John Dunstaple, Gilles Binchois et Guillaume Dufay contribuèrent à développer cette polyphonie. Notamment, on connaît trois versions authentiques de Guillaume Dufay, y compris dit motet Ave Regina III à quatre voix. De surcroît, il est vraisemblable que sa messe parodie Ave Regina fut composée dans ses dernières années, ceux qui signifient que le compositeur aimait cette antienne. Enfin, dans son long testament, il souhaitait qu'après ses derniers sacrements, huit collègues de la cathédrale de Cambrai exécutent une hymne Magno salutis si l'heure le permet, et que deux chanoines et les enfants de chœur chantent son motet Ave Regina Celorum . Quant aux œuvres de Walter Frye, il s'agit des motets particuliers (cantilènes) qui utilisaient un texte différent duquel l'usage se trouvait en Angleterre. Composées vers 1450, mais il reste assez nombreux manuscrits de ce compositeur oublié.
Néanmoins, rien n'était fixé. Selon les études de Michel Huglo, l'usage dans les offices était au XVe siècle vraiment varié : le dimanche à Sélestat, le lundi à la cathédrale de Cambrai, le mardi à La Chaise-Dieu, le vendredi à Senlis. Notamment à Aix-en-Provence, tous les deux textes étaient encore en usage : Ave Regina cælorum, Ave Domina au mardi et Ave Regina cælorum mater regis au jeudi.

### À la Renaissance
On peut dire qu'au début de la Renaissance, c'était l'école franco-flamande qui contribua à diffuser cette antienne mariale. En effet, la composition en polyphonie fut effectuée, en majorité, par des compositeurs de cette école. On compte parmi eux Gaspar van Weerbeke, Josquin des Prés, Heinrich Isaac, Pierre de La Rue, Adrian Willaert, Nicolas Gombert. Il est très important que ces musiciens trouvassent leurs patrons distingués qui étaient capables de les soutenir, en déplaçant dans toute l'Europe. De sorte que l'antienne Ave Regina cælorum était effectivement diffusée : Weerbeke à Milan sous la protection de Jean Galéas Sforza, Josquin des Prés au Vatican sous le pontificat d'Innocent VIII, Issac à Florence pour Laurent de Médicis puis en Autriche pour Maximilien Ier, Willaert à Ferrare sous Alphonse Ier d'Este puis à Venise pour la république de Venise, Gombert à la cour de Charles Quint.

### Sous la Contre-Réforme
La pratique des quatre antiennes mariales selon le calendrier liturgique fut en entier établie après le concile de Trente. La dévotion à la Sainte Marie, que ces antiennes expriment, était tout à fait adaptée au besoin de la Contre-Réforme, luttant contre le protestantisme qui dénie le culte marial. Sous le pontificat de Pie V, le premier bréviaire selon la Contre-Réforme adopta donc en 1568 l’Officium Parvum Beatæ Mariæ Virginis (Petit livre de l'office de la Vierge Sainte Marie) qui contenait ces prières,.
À la suite de cette confirmation, on compte de nombreux chefs-d'œuvre composés par de grands musiciens de l'époque, qui étaient fidèles à la Contre-Réforme. Il s'agissait de Giovanni Pierluigi da Palestrina, de Francisco Guerrero, de Roland de Lassus, de William Byrd, de Tomás Luis de Victoria. Parfois la composition était destinée à de grand chœur à huit voix, en dépit de l'usage dans les célébrations modèstes.
Si l'origine de la pratique reste inconnue, l'usage pour la procession aux fêtes mariales se trouve dans les archives, par exemple, pour la Purification de la Vierge, 2 février, à Saint-Bonnet-le-Château. Mais à l'abbaye Notre-Dame-aux-Nonnains de Troyes, c'était pour le dimanche des Rameaux. L'usage respectait donc le calendrier liturgique.

### Époque des musiques baroque et classique
La période baroque s'illustrait de nombreuses œuvres de grands compositeurs, qui représentaient la musique baroque italienne, Giovanni Legrenzi, Alessandro Melani, Paolo Lorenzani. En France aussi, sous le règne de Louis XIV, c'étaient Henry Du Mont, Marc-Antoine Charpentier et André Campra qui composèrent en forme de motet. Charpentier, qui ne put pas obtenir la fonction à Versailles, en composa spontanément quatre tandis qu'Henri Du Mont, en service à la cour, avait écrit ses pièces accompagnées de la basse continue, dont il était l'un des pionniers du genre. Le travail de Johann Joseph Fux était remarquable. En qualité de maître de chœur à la capitale de l'Autriche, il laissa, au total, quinze compositions, ce qui reste exceptionnel.
Au contraire, la composition de la musique classique n'était pas florissante, si l'on compte quelques grands compositeurs catholiques tels Joseph Haydn, Charles Gounod, Anton Bruckner. L'explication pour ce manque de composition peut être donnée avec son exécution durant le Carême. 	À savoir, le chant en monodie est convenable pour cette période.

### Après le concile Vatican II
Le Calendarium Concilii Vaticani II précise l'usage officiel et actuel : Temps quadragesimæ ad Completorium (pour l'office de complies pendant quarante jours du Carême).
Or, l'antienne est chantée, selon la tradition, à la fin des célébrations telle la messe, en tant qu'antienne mariale quelle que soit la célébration : depuis la fin de complies du 2 février jusqu'aux complies du Mercredi Saint. Il est à remarquer qu'il n'y ait pas d'exécution de l'antienne mariale lors du Jeudi Saint et du Vendredi Saint.
Tout comme les autres antiennes mariales, la composition de ce texte n'est pas nombreuse dans le répertoire de la musique contemporaine. On chante toujours la version traditionnelle en monodie, qui possède cependant une caractéristique moderne. Si cette version adoptait le sixième mode, elle perdit déjà le teneur la ainsi que cette modalité grégorienne avec l'usage du bémol. Cette modernité de composition, qui n'est pas étrange pour les oreilles de nos jours, peut expliquer pourquoi cette antienne traditionnelle est toujours appréciée dans les célébrations.

## Mise en musique

### Moyen Âge
- Marchettus de Padoue (vers 1274 - † 1318) : motet à 3 voix[23],[24]
- John Cooke (13... - † 14...) : antienne mariale à 3 voix dans le manuscrit Old Hall, n° 52 (vers 1420)[25] [manuscrit en ligne (voir folio 39r)]
- Leonel Power (vers 1380 - † 1445) : antienne à 3 voix dans le manuscrit Old Hall, n° 43 (vers 1420)[26] [manuscrit en ligne (voir folio 36r)]
- John Dunstaple (vers 1390 - † 1453) : antienne mariale à 3 voix[27]
- Gilles Binchois (vers 1400 - † 1460) : œuvre pour voix unique (vers 1450)[28]
- Guillaume Dufay (vers 1400 - † 1474) :
  - motet à 3 voix (I)[29]
  - motet à 3 voix (II)[30]
  - motet à 4 voix (III)[29]
- Walter Frye (14... - † 1475 ?) : 
  - motet (I) à 4 voix dans le Glogauer Liederbuch, le Codex Speciálnik et le reste[31],[32]
  - motet (II)[33]

### À la Renaissance
- Erasmus Lapicida (vers 1440 - † 1547) : motet[34]
- Gaspar van Weerbeke (vers 1445 - † après 1516) : 
  - motet à 4 voix (I)[35]
  - motet à 4 voix (II)[36]
- Josquin des Prés (vers 1450 - † 1521) : motet 23.2[37]
- Heinrich Isaac (vers 1450 - † 1517) : motet à 4 voix (1503)[38]
- Bertrandus Vaqueras (vers 1450 - † 1507) : motet[39]
- Pierre de La Rue (vers 1460 - † 1518) : motet à 4 voix (vers 1500)[40]
- Andreas de Silva (vers 1475 - † 1530) : motet à 5 voix[41]
- Adrian Willaert (vers 1490 - † 1562) : motet[42]
- Nicolas Gombert (vers 1495 - † vers 1560) : motet à 5 voix (vers 1550)[43]
- Mathieu Sohier (15... - † vers 1560) : motet à 4 voix[44]
- Gioseffo Zarlino (1517 - † 1590) : motet à 5 voix dans le recueil Musici quinque vocum moduli (1549)[45]
- Giovanni Pierluigi da Palestrina (vers 1525 - † 1594) : motet à 8 voix dans le recueil Motettorum liber tertius (1575)[46]
- Francisco Guerrero (1528 - † 1599) : motet à 4 voix[47] (1584) [partition en ligne]
- Roland de Lassus (1532 - † 1594)[48] :
  - motet à 3 voix dans le Liber mottetarum trium vocum, n° 15, SW1.25 (1575)[49]
  - motet à 4 voix dans le recueil Magnum opus misicum, SW1.79 (1583)[50]
  - motet à 5 voix dans le recueil Magnum opus misicum, SW5.104 (1604)[51]
  - motet à 6 voix dans les Motetta sex vocum typis nondum uspiam excusa, SW13.111 (1582)[52]
  - motet à 6 voix, SW13.114 (vers 1580)[48]
- William Byrd (vers 1543 - † 1623) : antienne dans les Gradualia ac cantione sacræ (1605)[53]
- Tomás Luis de Victoria (vers 1548 - † 1611)[54] : 
  - motet à 5 voix A Purificatione usque ad Pascha (1572) [partition en ligne]
  - motet à 8 voix In Purificatione usque ad Pascha (1581) [partition en ligne]
- Francesco Soriano (1549 - † 1621) : motet à 4 voix[55]
- Alonso Lobo (1555 - † 1617) : motet à 5 voix dans le Liber primus Missarum (1602)[56]
- Felice Anerio (vers 1560 - † 1614) : œuvre à 8 voix dans les Cantore e Compositore Pontificio (1608)[57]
- Gregor Aichinger (1564 - † 1628) : 
  - antienne à 3 voix[58] [partition en ligne]
  - antienne à 4 voix à la Très Sainte Vierge pour le temps de la Purification au Jeudi Saint[59]
- Carlo Gesualdo (1566 - † 1613) : œuvre à 5 voix (1603)[60]

### Musique baroque
- Asprilio Pacelli (1570 - † 1623) : motet[61]
- Alessandro Grandi (vers 1575 - † 1630) : œuvre pour 4 solistes, chœur à 4 voix de femmes et instruments (1614)[62]
- Lambert Coolen (vers 1580 - † 1654) : motet (1645)[63]
- Antoine Boësset (1587 - † 1643) : œuvre dans le Recueil Deslauriers[64]
- Juan Gutiérrez de Padilla (vers 1590 - † 1664) : motet[65]
- Gilles Hayne (1590 - † 1650) : motet (1645)[63]
- Pietro Paolo Sabbatini (1600 - † 1657) : antienne à la Vierge Marie pour double-chœur (1630)[66]
- Marco Marazzoli (1602 - † 1662) : antienne à 5 voix pour la Vierge Marie[67]
- Henry Du Mont (1610 - † 1684) : 
  - motet à 3 voix pour le Carême[68]
  - motet à 4 voix à la Vierge Marie avec basse continue[69]
- Lambert Pietkin (1613 - † 1696) : motet (1645)[63]
- Maurizio Cazzati (1616 - † 1678) : œuvre pour haute-contre et instruments, op. 42, dans le recueil 4 antifone annuali della BVM poste in musica (1667)[70]
- Giovanni Legrenzi (1626 - † 1690) : œuvre pour 2 altos et basse continue[71]
- Alessandro Melani (1639 - † 1703) : antienne pour soprano, chœur à 5 voix et basse continue[72]
- Paolo Lorenzani (1640 - † 1713) : motet à 3 voix[73]
- Marc-Antoine Charpentier (1643 - † 1704) : 
  - motet pour 2 sopranos, mezzo-soprano et basse continue, H19 (1673)[74]
  - motet pour 2 sopranos et basse continue, H21 (1677)[75]
  - motet pour 2 sopranos et basse continue, H22 (1677)[76]
  - motet pour haute-contre, ténor, basse, chœur à 4 voix et instruments, H45 (vers 1696)[77]
- André Campra (1660 - † 1744) : motet pour soprano et basse continue, dans les Motets ... Livre 2 (1699)[78]
- Johann Joseph Fux (1660 - † 1741) : 
  - antienne mariale pour mezzo-soprano, 2 violons et basse continue, K205[79]
  - antienne mariale pour mezzo-soprano et basse continue, K206[79]
  - antienne mariale pour alto, 2 violons et basse continue, K207 (1740)[80]
  - 12 hymnes, K209(1727)/K212[81](1727)/K213(1729)/K214(1729)/K215(1727)/K216(1727)/K217(1727)/K218(1727)/K221(1727)/K223(1727)/K225(1727)/K226(1727)[82]
- Antonio Lotti (1666 - † 1740) : œuvre pour chœur à 4 voix[83]
- Jan Dismas Zelenka (1679 - † 1745) : motet pour soprano, ténor, basse et chœur à 4 voix, ZWV128 (1737)[84]
- Gottfried Heinrich Stölzel (1690 - † 1749) : motet pour soprano, instruments et orgue[85]

### Musique classique
- Giovanni Battista Costanzi (1704 - † 1778) : antienne pour voix unique et basse continue[86]
- Baldassare Galuppi (1706 - † 1785) : motet pour soprano et orchestre (1764)[87] [manuscrit en ligne]
- Carlo Cavalletti (vers 1721 - † 1794) : motet[88]
- Joseph Haydn (1732 - † 1809) : œuvre pour soprano, chœur à 4 voix et instruments, Hob XXIIIb.3 (vers 1763)[89]
- Michael Haydn (1737 - † 1806) : antienne mariale du Carême pour chœur à 4 voix et orchestre, MH650 (1797)[90]
- Charles Gounod (1818 - † 1893) : motet pour soprano, ténor et orgue; CG108 (1878)[91]
- Anton Bruckner (1824 - † 1896) : hymne pour voix unique et orgue, WAB8 (vers 1886)[92]
- Josef Rheinberger (1839 - † 1901) : hymne pour 2 sopranos, alto et orgue, dans les Marianische Hymnen, op. 171 (1892)[93]
- Antonin Laffage (1858 - † 1926) : œuvre pour basse et orgue, op. 326 (1904)[94]
- Florent Schmitt (1870 - † 1958) : œuvre pour 4 voix et orgue, dans les Cinq motets pour 4 voix avec accompagnement d'orgue, op. 60 (1918)[95]
- Jean Roger-Ducasse (1873 - † 1954) : œuvre pour voix et orgue (1911)[96]

### Œuvre contemporaine
- Ennio Morricone (1928 - † 2020) : œuvre pour chœur à 4 voix accompagnée d'instruments (1995)[97]
- Jacques Charpentier (1933 - † 2017) : œuvre à 4 voix a cappella, dans les Quatre antiennes à la Sainte Vierge (1999)[98]
- Heinz Martin Lonquich (1937 - † 2014) : œuvre à 4 voix dans les Quinque precationes ad Mariam in memoriam Igor Stravinsky, n° 3 (1985)[99]
- Vytautas Miškinis (1954 - ) : œuvre à 4 voix a cappella, dans les 12 polyphonies sacrées, n° 2[100]
- Urmas Sisask (1960 - ) : œuvre à 4 voix avec une soliste, dans les 24 hymns for mixed choir, n° 21[101]
- Jean-René André (1967 - ) : motet pour soprano et orgue[102]
- Antoine Coppée (1994 - † 2020) : œuvre pour chœur à 4 voix a cappella (2019)

### MesseAve Regina
- Guillaume Dufay (vers 1400 - † 1474) : messe à 4 voix[103]
- Gaspar van Weerbeke (vers 1445 - † après 1516) : messe[104]
- Jacob Obrecht (vers 1457 - † 1505) : messe à 4 voix (1539)[105]
- Jacques Arcadelt (vers 1507 - † 1568) : messe à 5 voix (1557)[106],[107]
- Tomás Luis de Victoria (vers 1548 - † 1611) : messe à 8 voix (1600)[108] [partition de Kyrie]
- Juan Gutiérrez de Padilla (vers 1590 - † 1664) : messe à 8 voix[109]

### Œuvre instrumantale
- Armand Limnander de Nieuwenhove (1814 - † 1892) : pièce pour piano ou orgue (1872)[110]
- Karl Michael Komma (1913 - † 2012) : antienne mariale pour orgue (1966)[111]

### Attribution incertaine ou par erreur
- Jean-Baptiste Boësset[112]
- Jean-Nicolas Geoffroy[113]
- Joseph Haydn Hob XXIIIb.6[89]

### Notice
- Agenzia Fides (Vatican) :
- Académie de chant grégorien (Belgique) :

### Synopsis et liste
- Université de Ratisbonne (synopsis) :
  - Ave regina cælorum : 
  - Ave regina cælorum (simplex) :

- Université de Waterloo :
  - Liste de mélodies : 
  - Liste de manuscrits :